# مسجد شیخ مختار
مسجد شیخ مختار از مکان‌های مذهبی ترکیه کنونی که در شهر دیاربکر قرار گرفته است،بنای مذکور در دوران حکمرانی آق قویونلوها به سال ۱۵۰۰ میلادی با معماری اسلامی ساخته شده است. برجسته‌ترین ویژگی آن مناره‌هایش است که بر چهار ستون ایستاده‌است.